# 4 Pułk Litewski Przedniej Straży

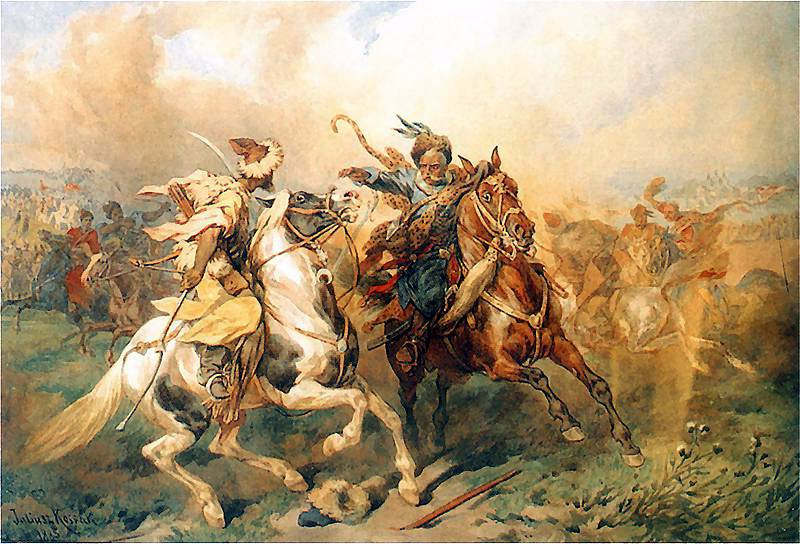
Taniec tatarski (mal. Juliusz Kossak)

4 Pułk Litewski Przedniej Straży – oddział jazdy armii Wielkiego Księstwa Litewskiego wojska I Rzeczypospolitej.

## Formowanie i zmiany organizacyjne
Sformowany w 1733 z nadwornych chorągwi tatarskich Potockiego, wojewody kijowskiego; wszedł w skład wojsk saskich, ale już od 1764 był na służbie wojska I Rzeczypospolitej. W 1776 roku liczył etatowo 395 żołnierzy. Stan faktyczny według „raty marcowej” z 1777 roku wynosił 390 żołnierzy.
Reformy sejmu czteroletniego zwiększyły etat pułku do 612 ludzi. W marcu 1792 roku faktycznie służyło w pułku 610 żołnierzy. 1 stycznia 1794 roku  liczba faktycznie służących w pułku zmalała do 596 ludzi.

## Żołnierze pułku
Etatową obsadę oficerską normował etat stutysięczny wojska, według którego w  pułku powinni się znajdować: pułkownik, podpułkownik, dwóch majorów, kwatermistrz, audytor, dwóch adiutantów, czterech rotmistrzów z chorągwiami, czterech rotmistrzów sztabowych, ośmiu poruczników, ośmiu chorążych. Pułk miał nietypową obsadę oficerską. Do 1790 roku w chorągwiach były cztery stanowiska oficerskie: rotmistrz, premier porucznik, second porucznik i chorąży. Później zniesiono rangę second porucznika awansując tych oficerów na poruczników lub dając im dymisję. W 1792 roku liczba oficerów zmalała z 24 do 18 i obsadę chorągwi stanowili: rotmistrz, porucznik i chorąży. W sztabie do 1790 roku było aż czterech chorążych adiutantów. W roku 1790 zastąpił ich jeden adiutant porucznik. 
Szefowie pułku:
- Józef Bielak (1764-1794)
- Mustafa Achmatowicz (VI 1794-)

Pułkownicy:
- Sichodziński (1733),
- gen. mjr Murza Rudnicki Czymbaj (1756),
- gen. mjr Józef Bielak (do 17 kwietnia 1764)
- Mustafa Achmatowicz (1794)[1].

## Bitwy i potyczki
Jego żołnierze walczyli w działaniach zbrojnych wojny siedmioletniej i konfederacji barskiej.
Regiment brał też udział w wojnie w obronie Konstytucji 3 maja i w powstaniu kościuszkowskim
Żołnierze walczyli pod Świerzeniem (10 czerwca 1792), Mirem (11 czerwca 1792), Zelwą (4 lipca 1792), Izabelinem (7 lipca 1792), Mścibowem (10 lipca 1792), Brześciem Litewskim (23 lipca 1792), Dereczynem (1794), Maciejowicami (10 października 1794) i Pragą (4 listopada 1794).
|  |  |  |  |